# FIATC
FIATC es el acrónimo de Federación Industrial de Autotransportes de Cataluña.
Fundada en 1930, actualmente cuenta con más de 800.000 mutualistas. Su sede central está en Barcelona, Avda. Diagonal 648 (08017), con oficinas propias en todo el territorio español.
FIATC ofrece seguros en todos los ámbitos existentes para la vida tanto privada como profesional de las personas, asegurando sus bienes Patrimoniales con seguros de automóvil, Hogar, Comunidades, Industriales, así como su Salud con el seguro de salud Medifiatc, y otros aspectos personales (Vida, Accidentes, Inversiones, Decesos etc.).